# Ponta do Ouro
Ponta do Ouro (La Pointe d'or en français) est une station balnéaire qui se situe dans le Sud du Mozambique, dans la province de Maputo, à 15 kilomètres de la frontière avec l'Afrique du Sud. Elle tire son nom d'un cap dont les plages sont à l'origine de sa notoriété.
Ce site est notamment réputé pour l'observation des dauphins et la plongée sous-marine.
Depuis l'inauguration du pont Maputo-Catembe en 2018, une route goudronnée permet de parcourir les 130 kilomètres qui séparent Maputo et Ponta do Ouro en une heure.